# En-men-gal-ana
En-men-gal-ana z Bad-tibiry byl čtvrtým králem předpotopní dynastie Sumeru (v období před 2900 př. n. l.), kde podle sumerského královského seznamu vládl 8 sarsů, odpovídajících asi 28 800 let.